# Tosari (Tosari)
Tosari is een bestuurslaag in het regentschap Pasuruan van de provincie Oost-Java, Indonesië. Tosari telt 3193 inwoners (volkstelling 2010).